# Thanthoni
Thanthoni là một thị xã panchayat của quận Kapur thuộc bang Tamil Nadu, Ấn Độ.

## Nhân khẩu
Theo điều tra dân số năm 2001 của Ấn Độ, Thanthoni có dân số 31.541 người. Phái nam chiếm 51% tổng số dân và phái nữ chiếm 49%. Thanthoni có tỷ lệ 71% biết đọc biết viết, cao hơn tỷ lệ trung bình toàn quốc là 59,5%: tỷ lệ cho phái nam là 77%, và tỷ lệ cho phái nữ là 64%. Tại Thanthoni, 11% dân số nhỏ hơn 6 tuổi.